# 大安站 (吉林省)
大安站是位于吉林省白城市大安市锦华街道的一个铁路车站，邮政编码131300。车站建于1935年，2017年南移至现址，有长白铁路经过该站，现办理客货运业务，车站及其上下行区间均已电气化。车站距离长春站213公里，隶属沈阳铁路局，是三等站。